# Football France
Ne doit pas être confondu avec France Football ou Football en France.
Football France est un pastiche de site d'informations sportives lancé en septembre 2013, souvent étiqueté comme l'équivalent appliqué au football du Gorafi, lui-même inspiré du journal américain satirique de fausses informations The Onion.

## Reprises dans la presse
Plusieurs articles de Football France ont été pris au sérieux et comme contenant de véritables informations, dont certaines ont eu un écho dans la presse traditionnelle.
Le 9 novembre 2013, Football France publie un faux article annonçant l'intérêt de D8 pour diffuser les matches de l'équipe de France avec Cyril Hanouna aux commentaires. Le 15 novembre, le site internet du Figaro Économie relaie l'information en la qualifiant d'exclusive. L'article a ensuite été repris sur l'édition papier du Figaro Économie le week-end du 15-16 novembre et par les sites de plusieurs grands médias d'informations comme RTL, L'Équipe, 20minutes ou encore SportStratégies. À la suite de ces articles, le directeur de la chaîne D8 Ara Aprikian publie un démenti repris par Le Figaro. Jean-Marc Morandini consacre ensuite plusieurs articles à ce faux.
Le 11 décembre 2013, Football France publie un faux article annonçant que Franck Ribéry confond Nelson Mandela avec Uncle Ben's. L'information est reprise et diffusée sur les réseaux sociaux. Rue89 et Closer consacrent des articles à cette fausse information.
Le 27 décembre 2013, Football France publie un faux article annonçant le transfert d'Adrian Mutu au FC Sochaux avant d'intégrer le groupe PSA pour devenir le « Responsable Export » du groupe en Roumanie. Plusieurs médias en ligne roumain relaient une information. L'information est démentie par les présidents du FC Petrolul Ploiești et de l'AC Ajaccio.
Le 4 février, Football France publie une fausse interview dans laquelle Vincent Nogueira, joueur du FC Sochaux-Montbéliard parti jouer à Philadelphie, le championnat américain de football, semble confondre les deux types de football (le football au pied que les américains appellent soccer, et le football américain). Le site des ultras des Eagles de Philadelphie, 700Level.com, se pose la question de savoir s'il s'agit d'une erreur de traduction ou bien d'une véritable erreur venant de la part de Vincent Nogueira.
Le 18 juin, lendemain du match Brésil-Mexique comptant pour le premier tour de la coupe du monde 2014 pendant lequel le gardien de but mexicain Guillermo Ochoa réussit un match remarqué, paraît sur le site Le Bon Coin une petite annonce dans laquelle un supporter du club de l'AC Ajaccio, où joue Ochoa, dit vouloir vendre sa maison en plus de sa femme et ses enfants pour la somme de dix millions d'euros afin de pouvoir prolonger le contrat finissant du portier international mexicain. Cette annonce est très vite remarquée et fait le tour du monde des médias, avec notamment des reprises en Italie, au Brésil, en Angleterre,, en Espagne, aux États-Unis et bien sûr en France,. Cette annonce s'est depuis révélée être le fait de la rédaction de Football France, dont la référence est faite en fin de texte et qui en avait fait le relai le jour-même de la publication sur Le Bon Coin.
Le lundi 14 juillet, Football France publie un faux article dans lequel il annonce que le joueur de l'Équipe de France Mathieu Valbuena allait reprendre le rôle principal de la série Camping Paradis sur TF1. Une information prise au sérieux par les fans de l'acteur Laurent Ournac (qui tient le rôle-titre de la série), qui la démentira sur son compte Twitter.
Le mercredi 12 novembre 2014, Football France se voit décerner le prix du meilleur blog dans la catégorie Sport aux Golden Blog Awards 2014 par un jury composé de huit membres, dont les sportifs professionnels Pascal Papé et Sébastien Chabal (rugby), Daniel Narcisse (handball), Benjamin Roche (volley-ball), Ken Saint-Eloy (football américain), Ryadh Sallem (basket-ball, rugby et natation handisport).
Le 2 mai 2015, le site Football France publie un article parodique révélant que le footballeur italien du Paris Saint-Germain Marco Verratti était en réalité une femme. L'information fera, quelques jours plus tard, la Une du Quotidien d'Abidjan notamment.
Le dimanche 19 juillet 2015, le site Football France annonce le transfert de l'attaquant italien du Liverpool FC Mario Balotelli vers le club congolais du TP Mazembe. Quelques heures après, plusieurs médias africains reprennent l'information et la diffusent sur leur support. 
Le samedi 24 juillet 2015, La Provence annonce dans son édition papier que le footballeur Franck Ribéry avait été hospitalisé en février après avoir ingurgité des perles de bain qu'il avait confondues avec des bonbons Dragibus : il s'agit en fait d'un canular créé par le site Football France au mois de février 2015.
En juillet 2017, Le JDD présente ses excuses pour avoir évoqué à la suite d'un article de Football France, une relation entre l'actrice Pamela Anderson et le footballeur Nolan Roux.